# Dartlo
Dartlo (gruzínsky დართლო, Dartlo, [darthlo]) je sídlo v obci Achmeta v Kachetii v severovýchodní Gruzii. Náleží k historickému území Tušetie (Thušsko) a nachází se v údolí řeky Pirikitské Alazani asi 8 km severozápadně od Omala a 100 km severovýchodně od hlavního města Tbilisi. Ve vesnici podle sčítání z roku 2014 nežijí žádní trvalí obyvatelé. Dartlo je známo jako opevněná vesnice s velkým množstvím dochovaných restaurovaných historických kulturních památek. V Dartlu se nachází asi 60 domů z tradičního břidličného zdiva, některé z domů mají stále patrný obranný charakter.

## Historie

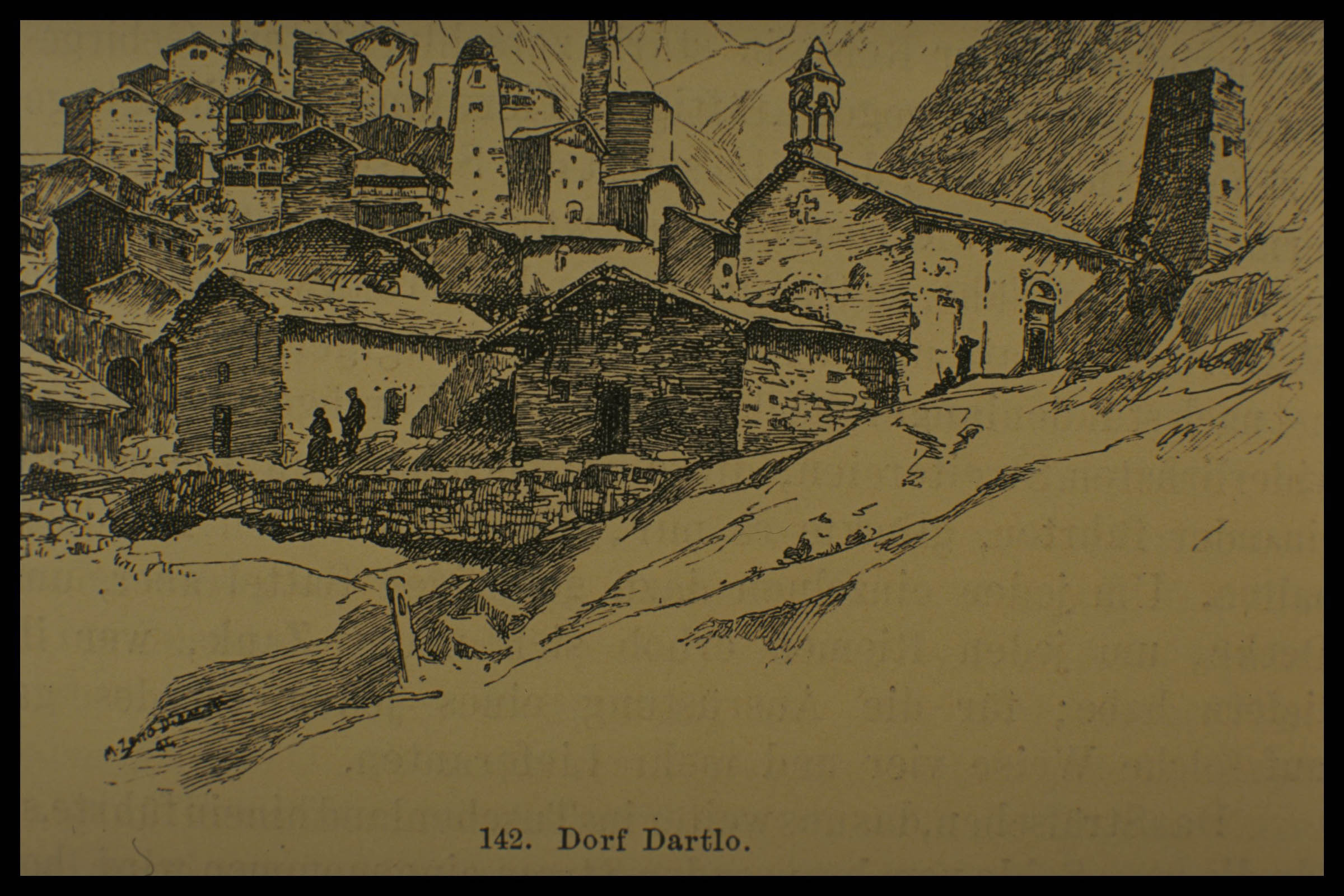
Dartlo, kresba z roku 1892

Dartlo patří k osídlení Thušů, kteří již v 16. století dostali svolení gruzínských vládců, že mohou svobodně využívat horské pastviny – za to se zavázali platit daně a bránit hranice před nájezdníky. V roce 1659 byl vydán dekret, který Tušům zemi věnoval odměnou za pomoc proti povstání Bachtrioniů.
Současné dochované opevněné domy z břidličného zdiva vznikly v 18. a 19. století, to stoupl význam Dartla jako opevněné vesnice. V té době celá Tušetie s Dartlem patřila do knížectví Kachetie-Chevsuretie, než na počátku 19. století území politicky ovládlo Rusko. Obyvatelé tradičně chovali dobytek a stěhovali se se stády – v létě, kdy probíhaly nájezdy, do opevněného Kvavla; v zimě, kdy bylo nedostupné, zpět do údolí. Opevnění hrálo v životě pastevců významnou roli, neboť zejména na přelomu 18. a 19. století vzrostly nájezdy Čečenců a Avarů ze severního Kavkazu, ty se stupňovaly zejména po vzestupu imáma Šamila; Dartlo a Tušetie pak dokonce krátce do roku 1859 spadaly pod kontrolu Dagestánců.
Během 20. století, po jehož většinu Gruzii ovládal Sovětský svaz, došlo k rozvoji výstavby infrastruktury – zejména cest. Sovětská industrializace a kolektivizace neměla na život v odlehlém horském údolí významný vliv, nicméně došlo k nucenému přesídlení části obyvatel do jiných částí Gruzie. Místní pastevci dále pásli stáda, nicméně pod hlavičkou kolchozů. Politicko-ekonomická nestabilita po rozpadu SSSR urychlila odchod vesničanů z nevlídného regionu. Po roce 2005 se situace stabilizovala, Gruzie zažila ekonomický vzestup, zlepšila se dopravní obslužnost a došlo k propagaci turismu. V té době byly i otevřeny první ubytovací kapacity v Dartlu. V letech 2015–2018 v Dartlu probíhal rekonstrukční projekt světové banky, který měl za cíl zachování historických a kulturních hodnot původních obydlí. Předcházel mu průzkum dochovaných památek v roce 2012.

## Geografie
Vesnice se nachází v nadmořské výšce 1800–1850 m n. m. severně od Hlavního kavkazského hřebenu, na jižním svahu Bočního hřbetu v údolí řeky Pirikitské Alazani (gruzínsky პირიქითი ალაზანი, Pirikiti Alazani). Dartlo se nachází na pravém břehu říčky Didchevi (Didichevi, Dartlos Chevi), která se pod vesnicí vlévá právě do Pirikitské Alazani. Severně od Dartla se nacházejí ještě osady Dano a Kvavlo (ta je dnes pustá).

## Obyvatelstvo
Podle údajů ze sčítání lidu z roku 2002 žilo ve vesnici 9 obyvatel, všichni gruzínské národnosti. Podle sčítání lidu z roku 2014 v obci nikdo trvale nežije.
| Rok sčítání | Populace | muži | ženy |
| ----------- | -------- | ---- | ---- |
| 2002        | 9        | 7    | 2    |
| 2014        | ▼ 0      | 0    | 0    |

Obyvatelé patří ke gruzínskému etniku Thušů, žijí zde od jara do zimy. Na zimu se stěhují se stády ovcí do rovinaté Kachetie – do vesnice Zemo Alvani. V létě žije v Dartlu okolo 50 lidí, přes zimu tu prakticky nejsou stálí obyvatelé, případně zde přečkávají maximálně 1–2 rodiny.

## Pamětihodnosti
V Dartlu se nachází množství zachovalých historických staveb. Patří mezi ně:

### Obranné věže

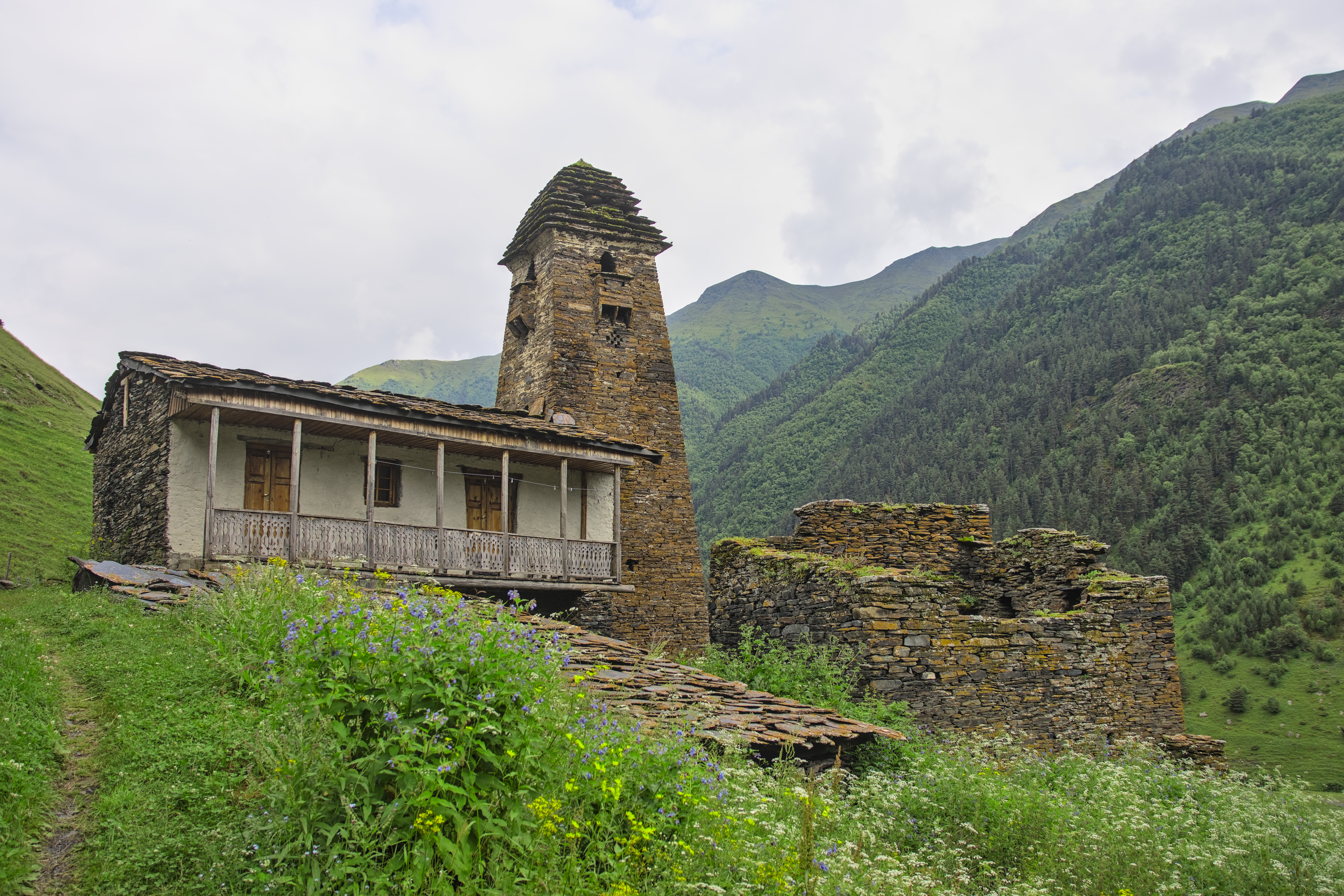
Jedna z věží a dům

V Dartlu stojí dvě obranné věže Tadiaurebi (gruzínsky თადიაურები), mají mírně poškozenou střechu, ale jinak jsou zachovalé.
1. věž: půdorys 6,0 × 6,6 m, výška 8,9 m
2. věž: půdorys 6,3 × 6,3 m, výška 10,9 m

Obě jsou postaveny z břidlice, mají kónický tvar a jsou kryty stupňovitými jehlancovitými střechami, které jsou rovněž z kamene. Věže mají šest podlaží, která jsou spojena zatahovatelnými dřevěnými žebříky, na každém podlaží jsou úzká okna s funkcí střílen.
Věže jsou užší než jinde v Tušetii (odkazují na chevsurský typ), obdobný typ obranných věží je běžný i v Dagestánu, Čečensku, Ingušsku či Svanetii. Věže měly na rozdíl od opevněných domů pouze obrannou funkci (nesloužily k obývání).
Z fasády jedné z věží vystupují tři kameny různých barev. Tvoří jeden vodorovný pás tak, že prostřední kámen se nachází uprostřed zdi, další dva jsou na krajích. Na kamenech jsou vyobrazeny postavy v kruzích, některé mají kolem sebe paprsky.
Návštěvníci popisovali věže v Dartlu na počátku 20. století takto:
| „                                              | Zajímavostí Dartla jsou věže, kterých je šest. Všechny jsou postaveny z břidlicových desek kladených na sucho. Dvě z věží, které stojí uprostřed Dartla, byly postaveny později; jsou úzké, čtyřúhelníkové, s jehlanovitými střechami. Další čtyři stojící mimo obec na druhé straně potoka jsou starobylejšího původu; jsou širší a budí dojem, že jsou bytelnější než první dvě. Vchod, tedy vstupní okno, se nachází poměrně vysoko nad terénem – asi tři metry. Nevedou k němu žádné schody, takže se k němu musí vyšplhat po hrubé stěně věže. Po prolezení oknem je o kus níže patrná dřevěná podlaha se čtyřúhelníkovým poklopem vedoucím do spodní místnosti. Stejný poklop ve stropě vede do horního patra. Pro pohyb mezi patry slouží klády s vydlabanými stupni. | “ |
| — G. V. Děmidov, V vysokogorjach Kavkaza, 1931 | |   |

### Zříceniny kostela

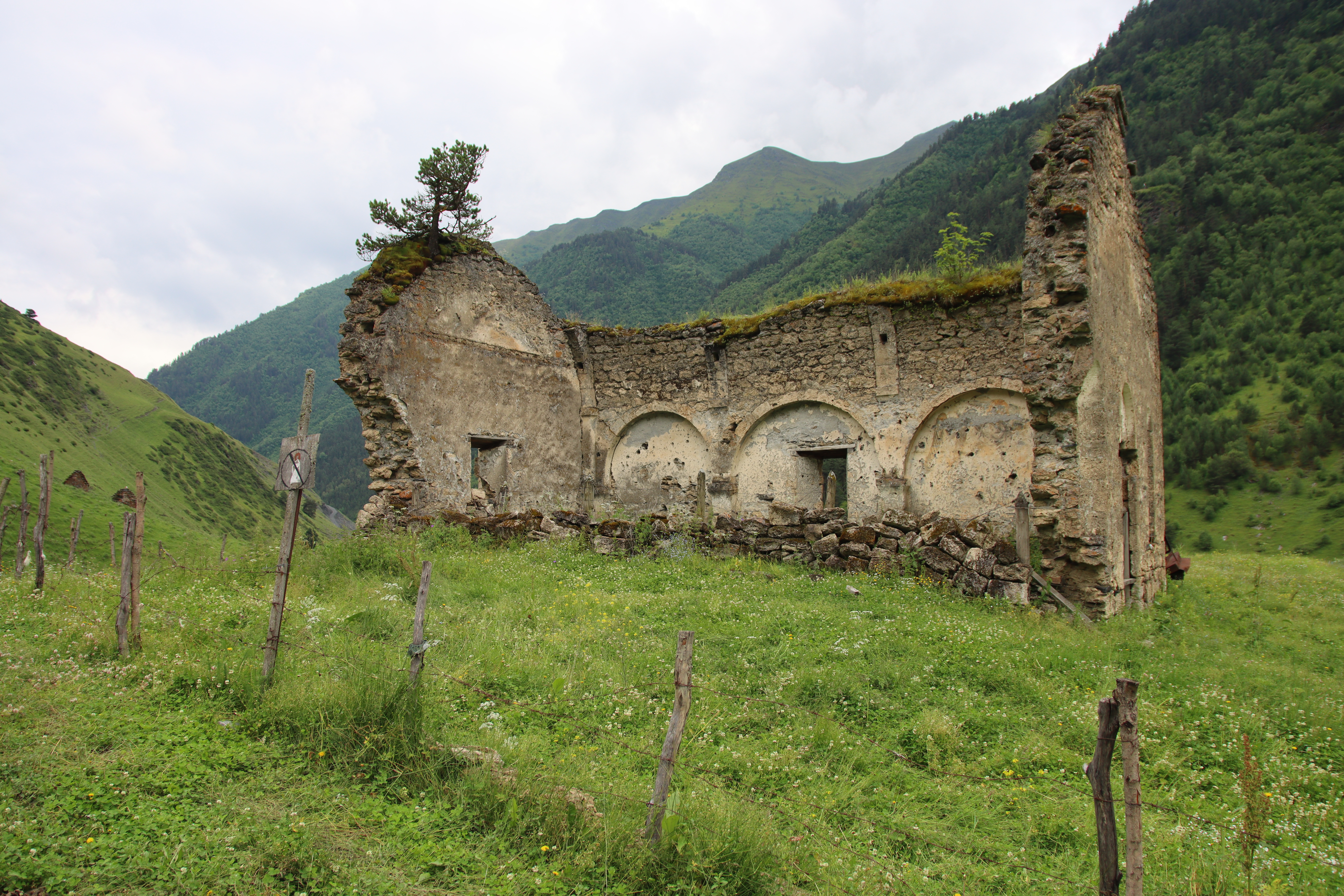
Zřícenina kostela

Na jižním okraji osady stojí zřícenina halového kostela Karate (gruzínsky კარატე). Pravoslavný kostel byl postaven po včlenění Tušetie do ruského impéria roku 1801. Jelikož však byl postaven na místě původního posvátného místa, místní obyvatelé jej později pobořili a z kostela se tak dochovala prakticky jen jedna stěna šířky 7,5 m. Na stěně kostela je umístěn malý zvonek. Jelikož se stále jedná o posvátné místo, nesmějí se ani k ruinám přibližovat ženy.

### Soudní kameny

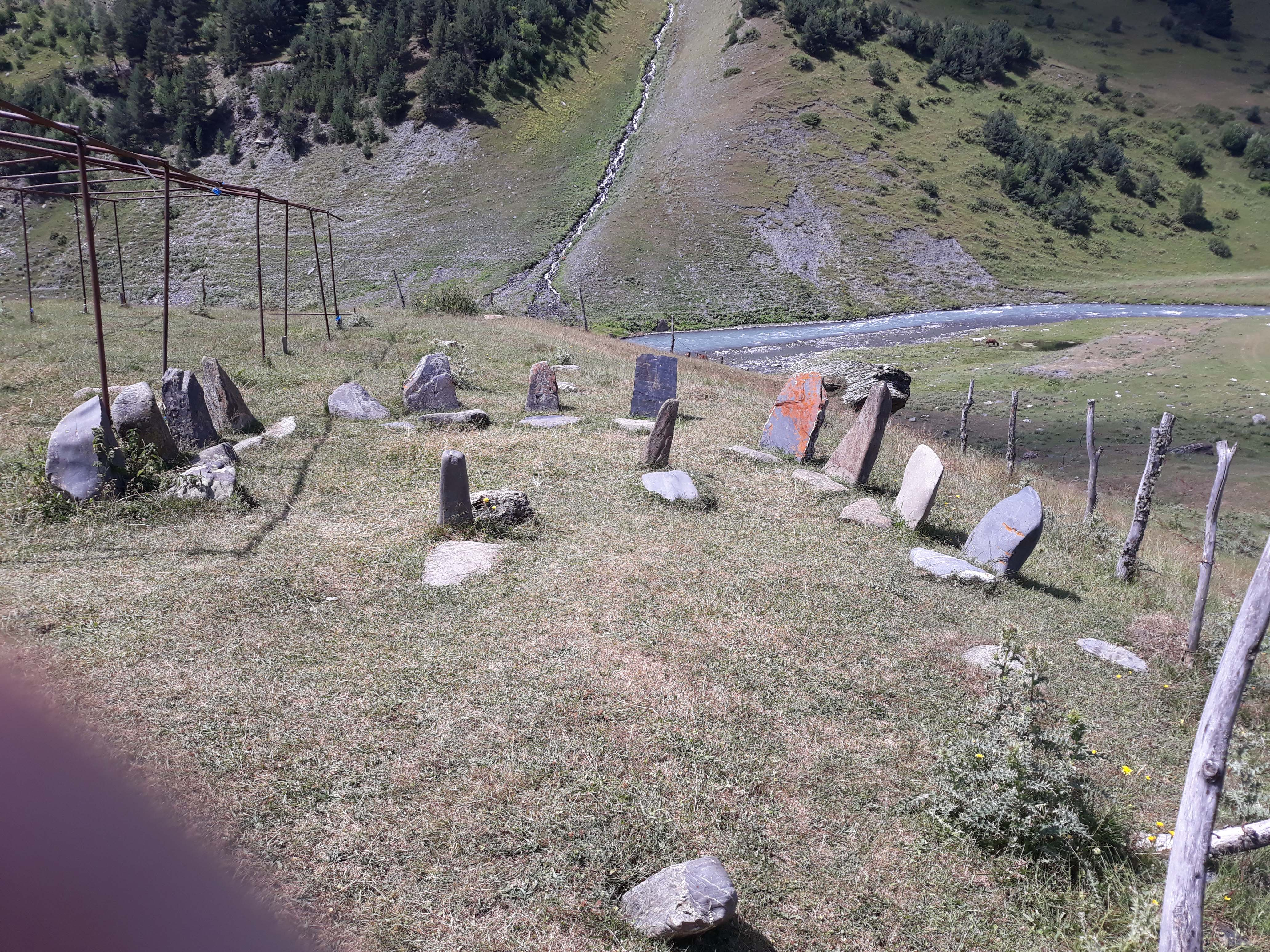
Sabčeo – soudní kameny

Západně od kostela se nachází obnovené půlkruhové prostranství, které sloužilo jako místo rokování stařešinů a soudů dle zvykového práva. Stojí zde 12 soudních kamenů (gruzínsky საბჭეო, sabčeo), každý přináležel jednomu soudci z každé z 12 okolních vesnic. Soudci (obdoba soudní poroty) včetně hlavního soudce seděli v půlkruhu na kamenech, uprostřed stály dva kameny, na kterých klečeli proti sobě žalobce a obžalovaný. Soud začal poté, co na kámen vložil obžalovaný pramen vousů na znamení, že bude říkat „pravdu, celou pravdu a nic než pravdu“. U soudu se neuplatňoval trest smrti, nejhorším postihem bylo vypovězení z vesnice či celé oblasti. Soudkyněmi mohly být ženy, v 17. století byla na deset let hlavní soudkyní dcera stařešiny vesnice.

### Ostatní památky

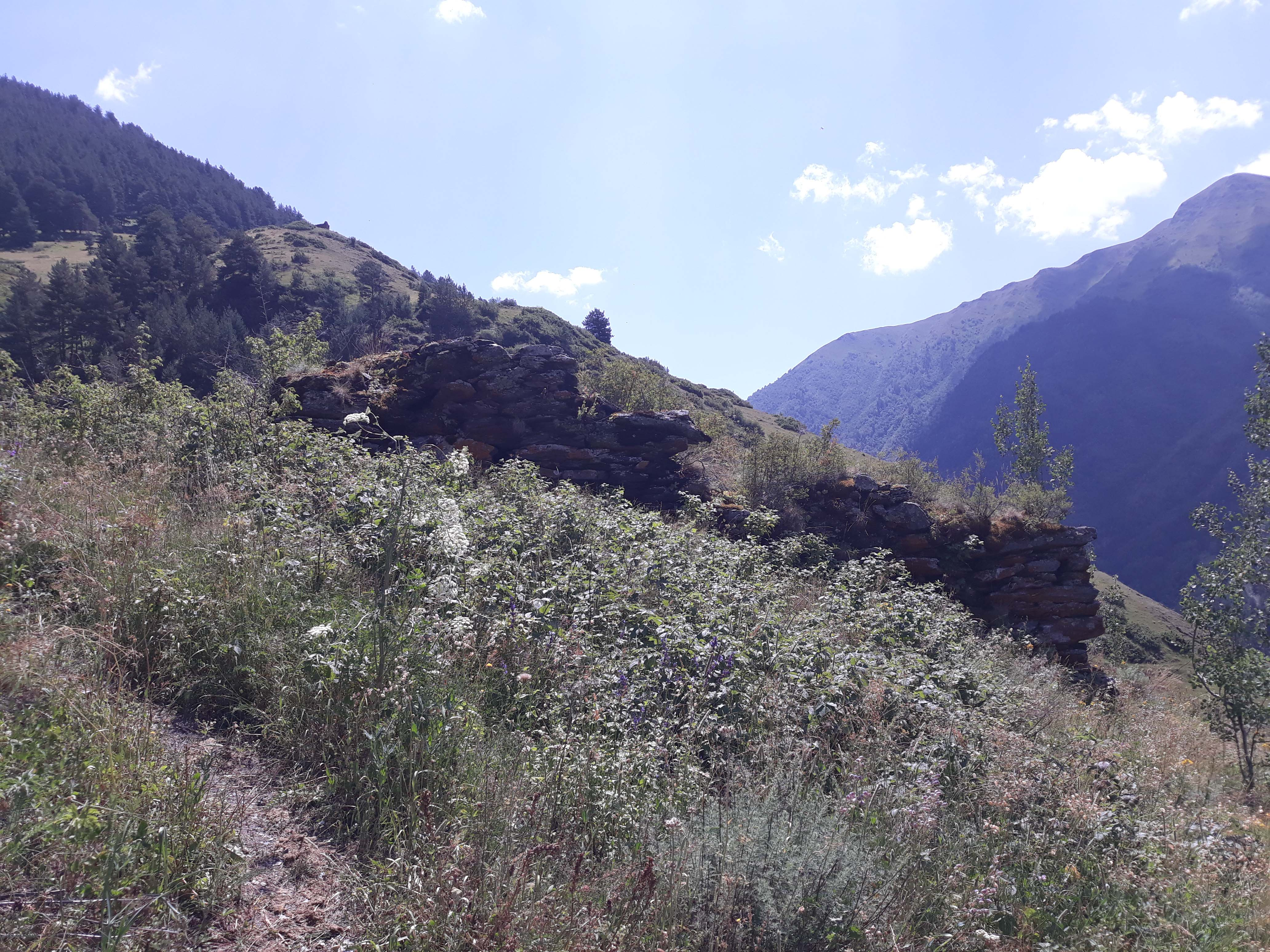
Svatyně Mariamcminda

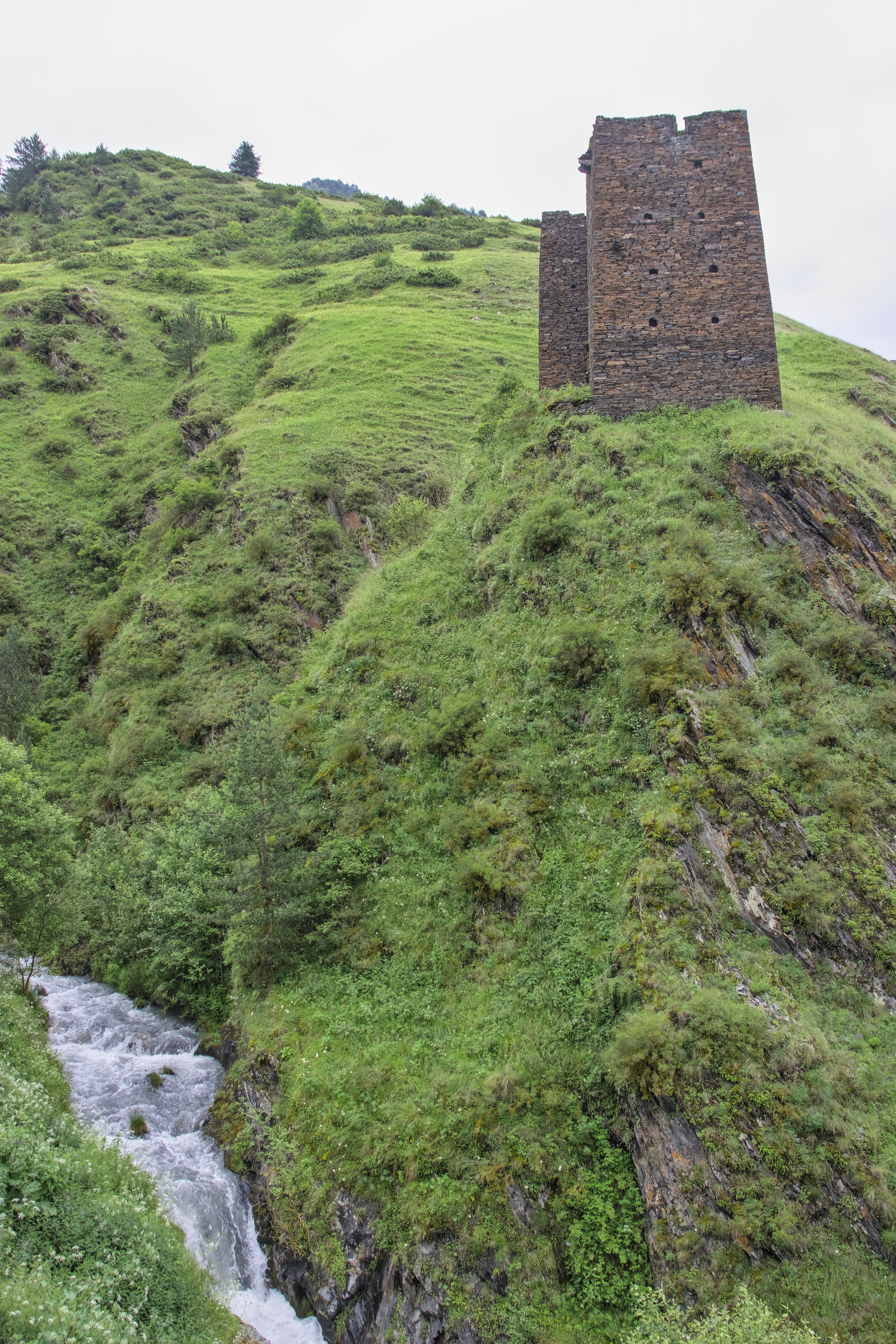
Věž na druhém břehu (Idoidze)

- Iachsari (იახსარი) – zachovalé posvátné místo, zákaz vstupu ženám[5]
- Chachmati (ხახმატი) – svatý kámen, vstup ženám dovolen[5]
- Nachauridze (ნახაურიძე)[5]
- věž Idoidze (იდოიძე) – zachovalá obranná věž, půdorys 4,7 × 4,2 m, výška 13,5 m[5]
- svatyně Mariamcminda (მარიამწმინიდს სალოცავი)

V Dartlu se dále nalézají zříceniny tří věžovitých (obranných) domů; věžovité domy mohly (na rozdíl od věží) sloužit k obývání. Dartlo je jako celek jedinečný architektonický soubor původních kamenných domů z 19. století. Unikátní jsou kamenné střechy tvořené velkými břidličnými deskami (např. v Omalu již byly většinou nahrazeny střechami plechovými). V roce 2015–2018 bylo 34 domů rekonstruováno za finanční pomoci z Projektu regionálního rozvoje, na který Světová banka vyčlenila 60 milionů dolarů, dalších 15 milionů poskytla gruzínská vláda, v Dartlu byly použity prostředky ve výši 1,4 milionu dolarů. Většina budov byla do té doby ve velmi špatném stavu. Na budovách v Dartlu se dochovalo asi 18 petroglyfů, je jim věnovaná informační tabule ve středu vesnice. Další petroglyf ve tvaru kruhu (symbol slunce mrtvých) se nachází na pohřebišti Akldamu na kraji vesnice.
Nad vesnicí stojí Kvavlo, letní útočiště před nájezdy.

## Doprava
Dartlo je po silnici vzdálené 102 km od Achmety a 17 km z Omala. Pěšky trvá cesta z Omala do Dartla asi 3 hodiny, autem půl hodiny až hodinu. Silnice je kvalitnější než přes Abano, nicméně i tak je potřeba použít vozidlo 4×4.

## Turismus
Dartlo leží v ochranném pásmu Národního parku Thušsko. Skrze vesnici prochází několik turistických tras Omalo–Šatili a další cesty spojující okolní vesnice: Kvavlo, Dano, Diklo, Čigho, Verchovani, Češo, Parsma, Girevi.
Turistická sezóna je omezena dostupností obce pouze v teplém období – od začátku června do poloviny října. V Dartlu je otevřeno několik rodinných hotelů (guesthousů), které nabízejí ubytování včetně polopenze. Dále je zde v provozu restaurace nabízející tradiční tušetskou kuchyni, obchod v Dartlu není, nicméně základní potraviny jako chléb, sýr a konzervované potraviny lze sehnat. Nejčastějšími návštěvníky vesnice jsou Češi a obyvatelé Pobaltí, dále pak Němci, Italové, Poláci, Řekové a Izraelci. V Dartlu se nenachází kemp, nicméně se dá tábořit v údolí řeky. Dartlo je pokryto mobilním signálem (4G, pouze společnost Magti), elektrická energie je dodávána z lokálních zdrojů (solární panely). Instalace solárních panelů v celé Tušetii byla financována Českou rozvojovou agenturou (v Tušetii není jinak zajištěna dálková distribuce elektřiny).

## Fotogalerie

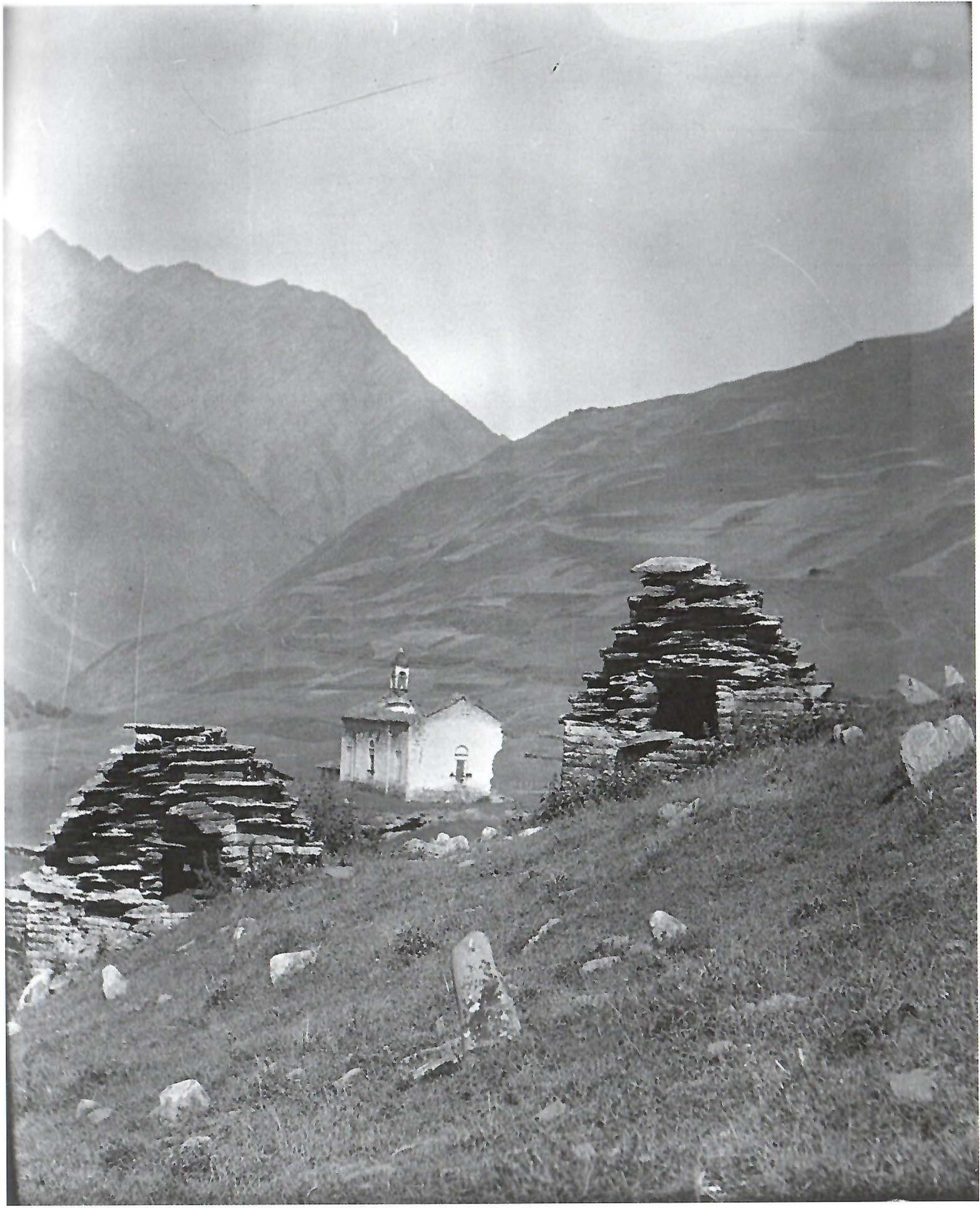
Dartlo – kostel a pohřebiště (foto: Adolf Dirr, 1913)
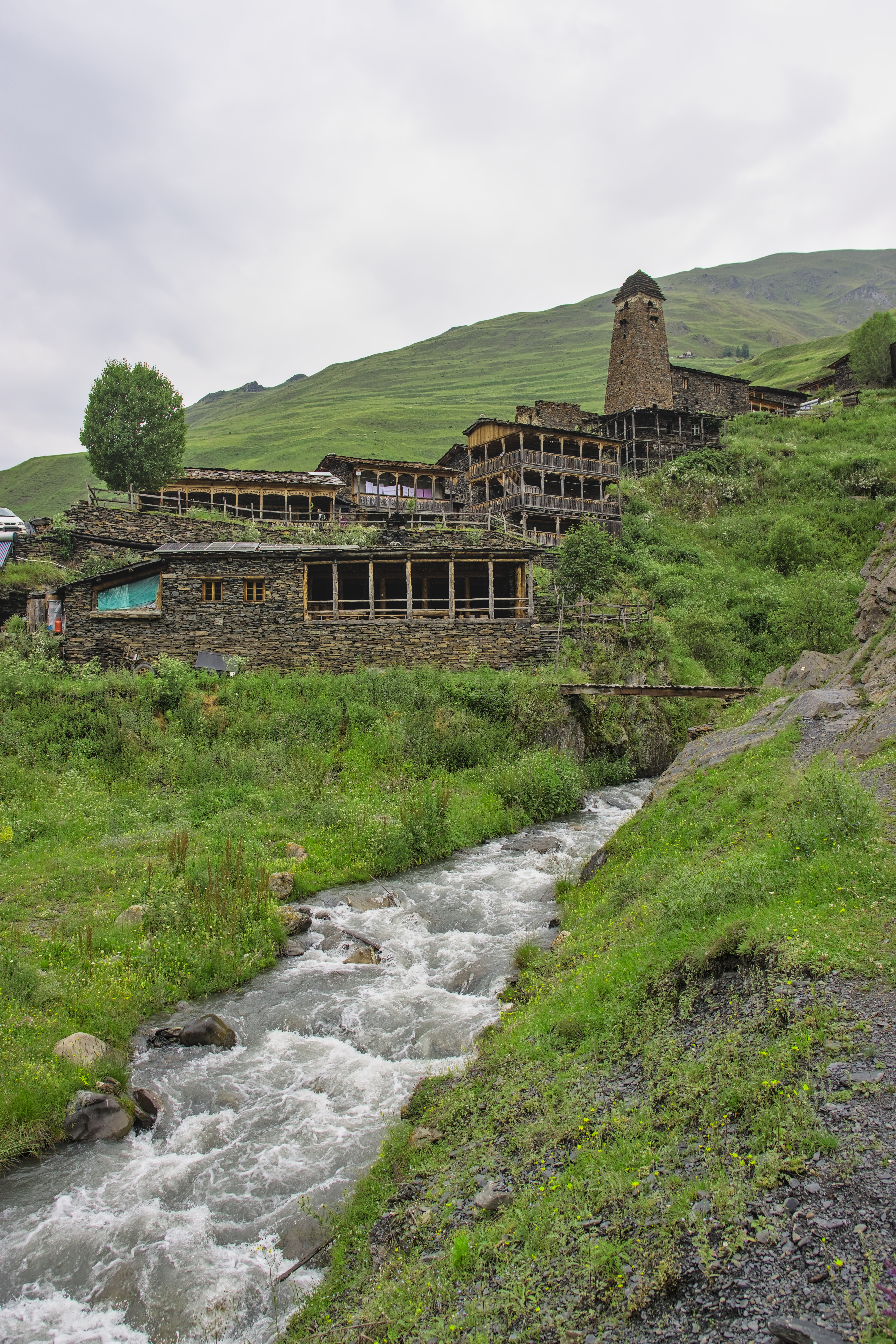
Potok Didchevi, vež a hospoda
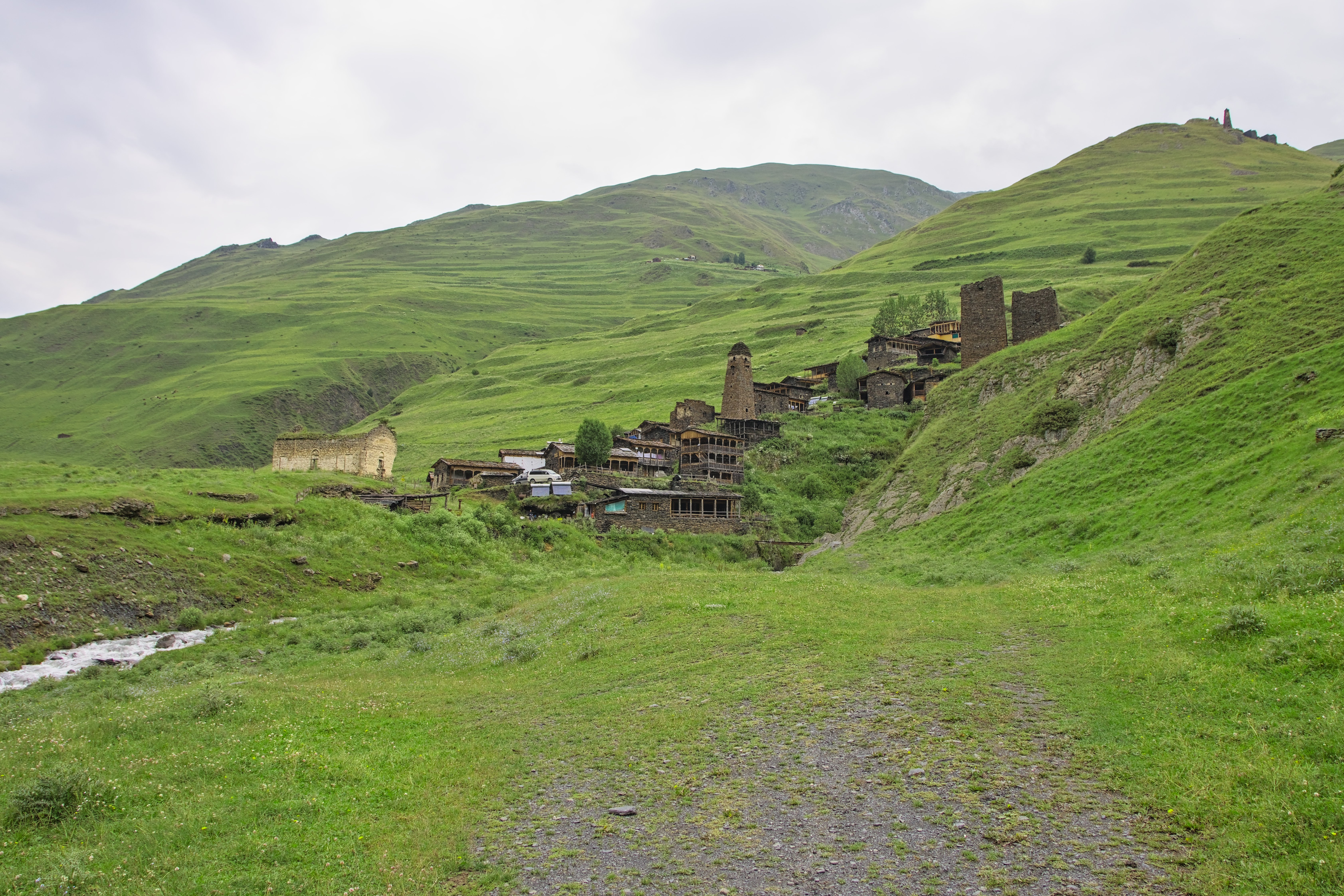
Jižní pohled na vesnici
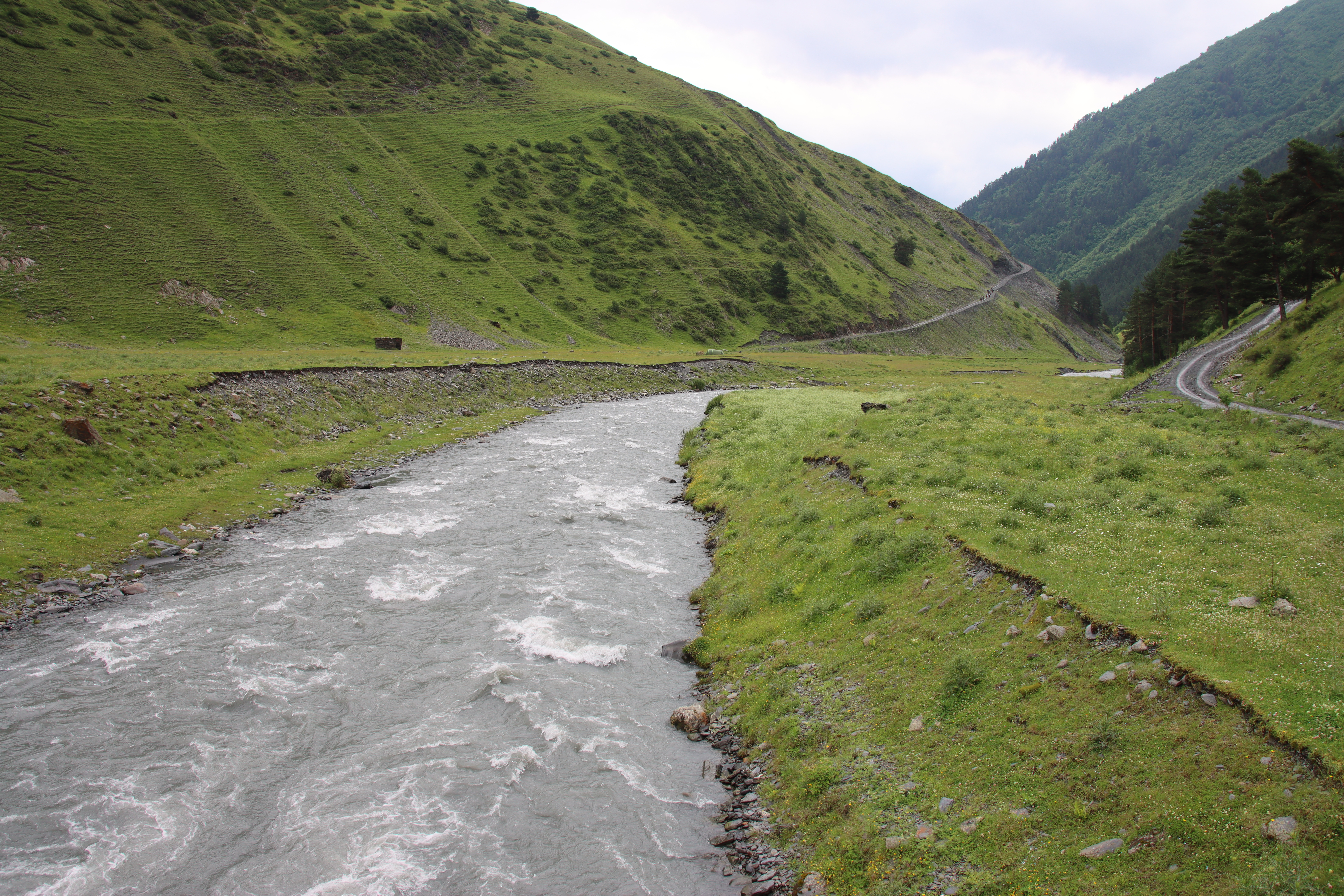
Pirikitská Alazani pod Dartlem
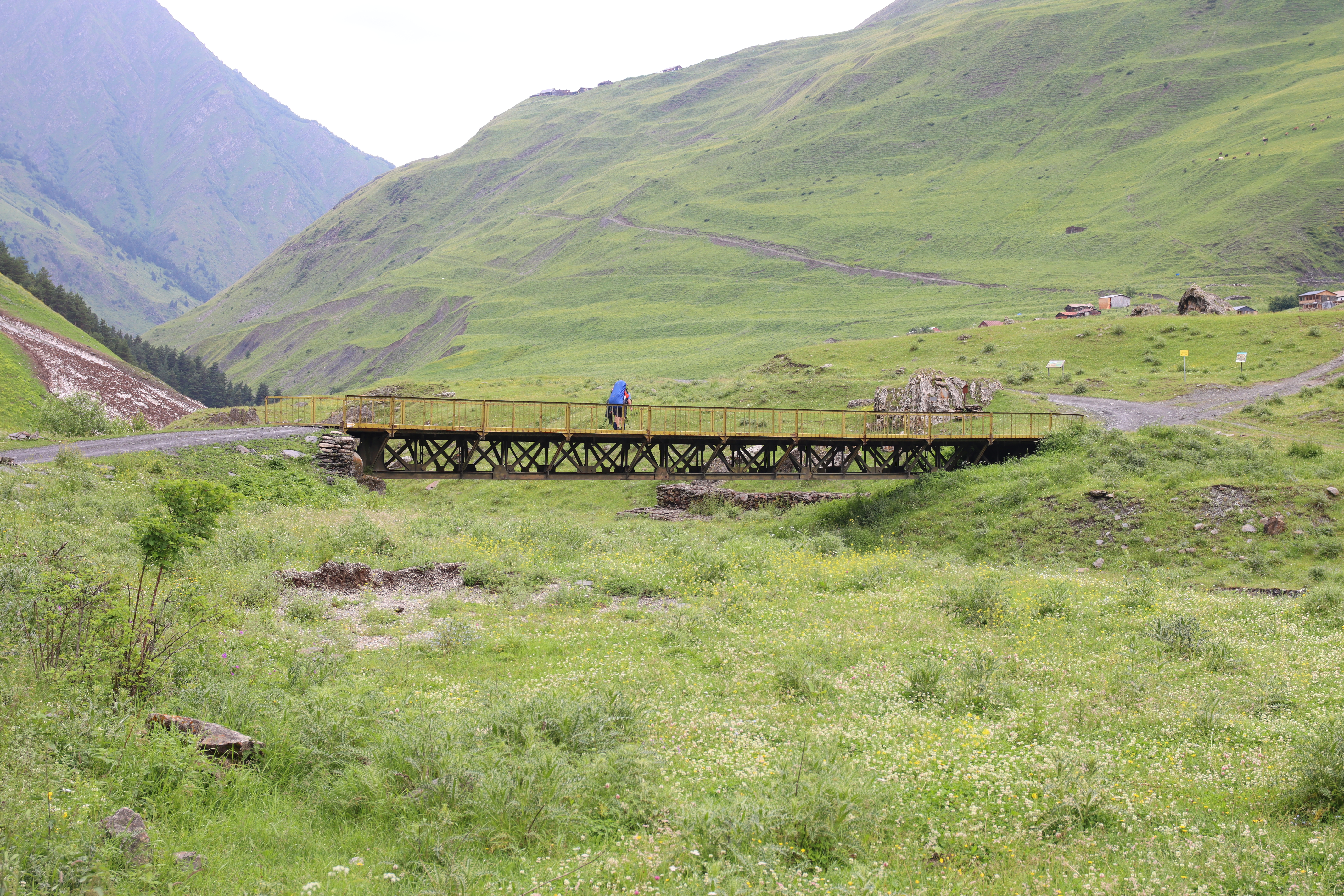
Most přes řeku
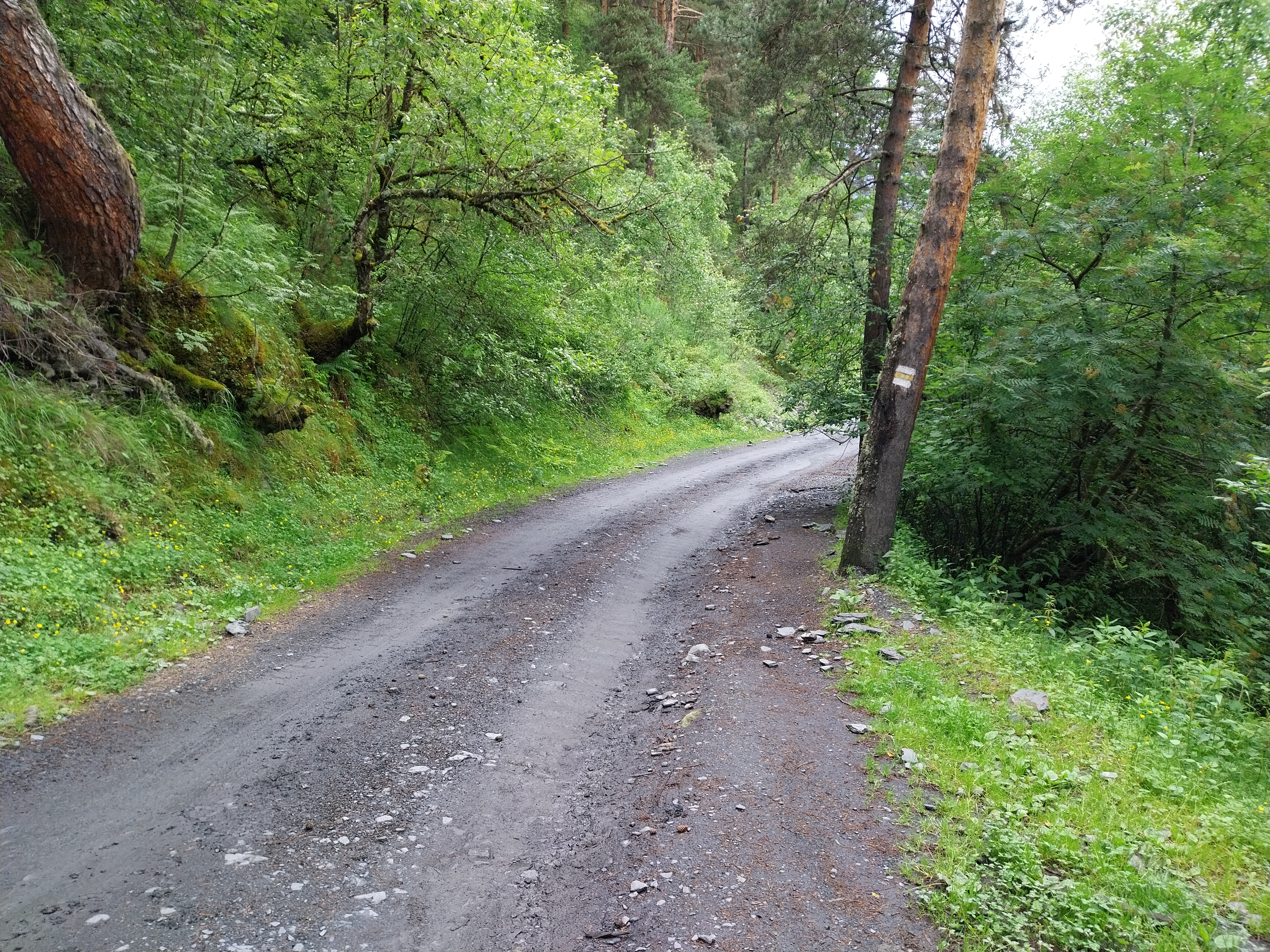
Příjezdová cesta do Dartla
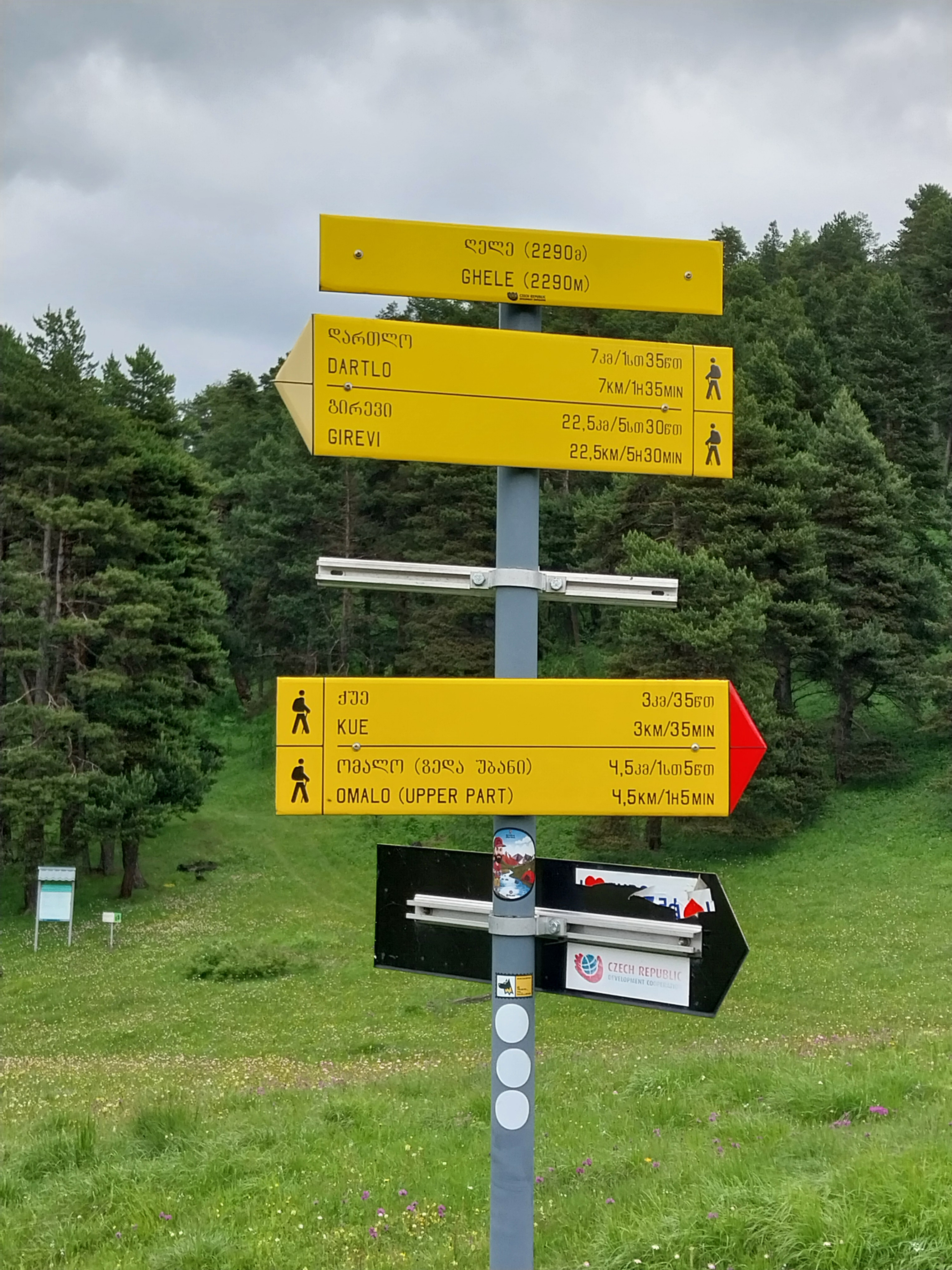
Rozcestník mezi Dartlem a Omalem
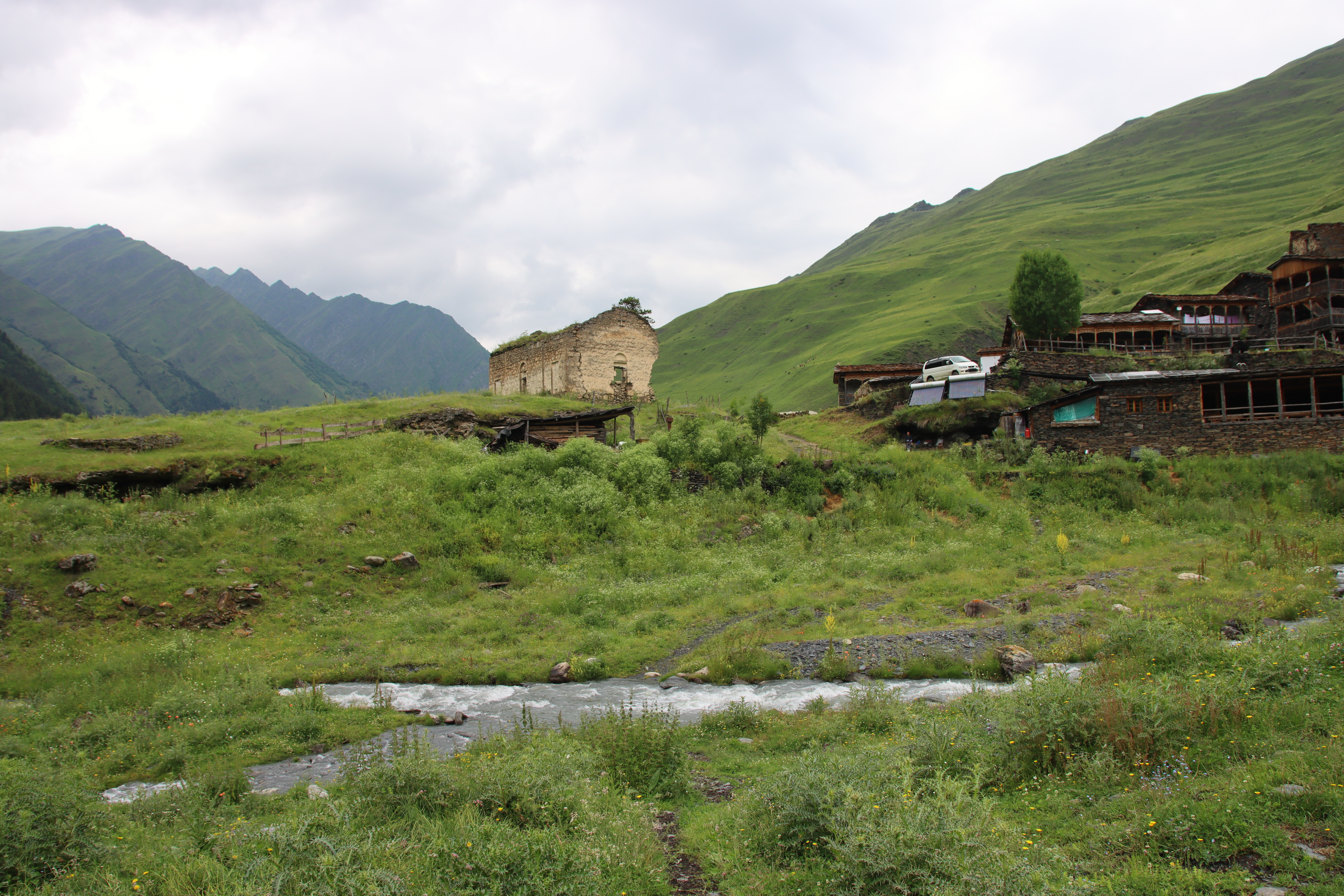
Kostel na kraji vesnice
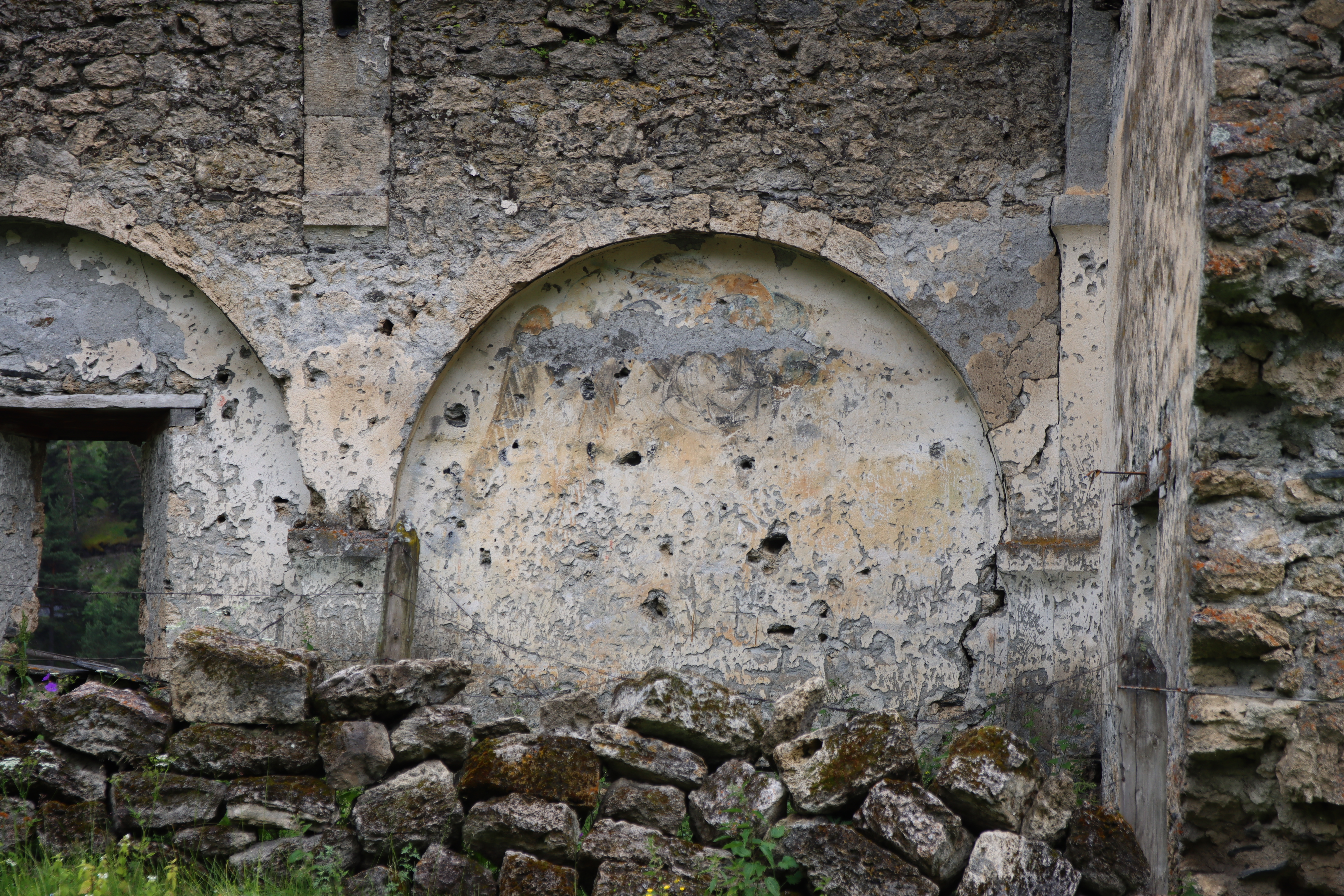
Detail zbytků fresek na stěně kostela
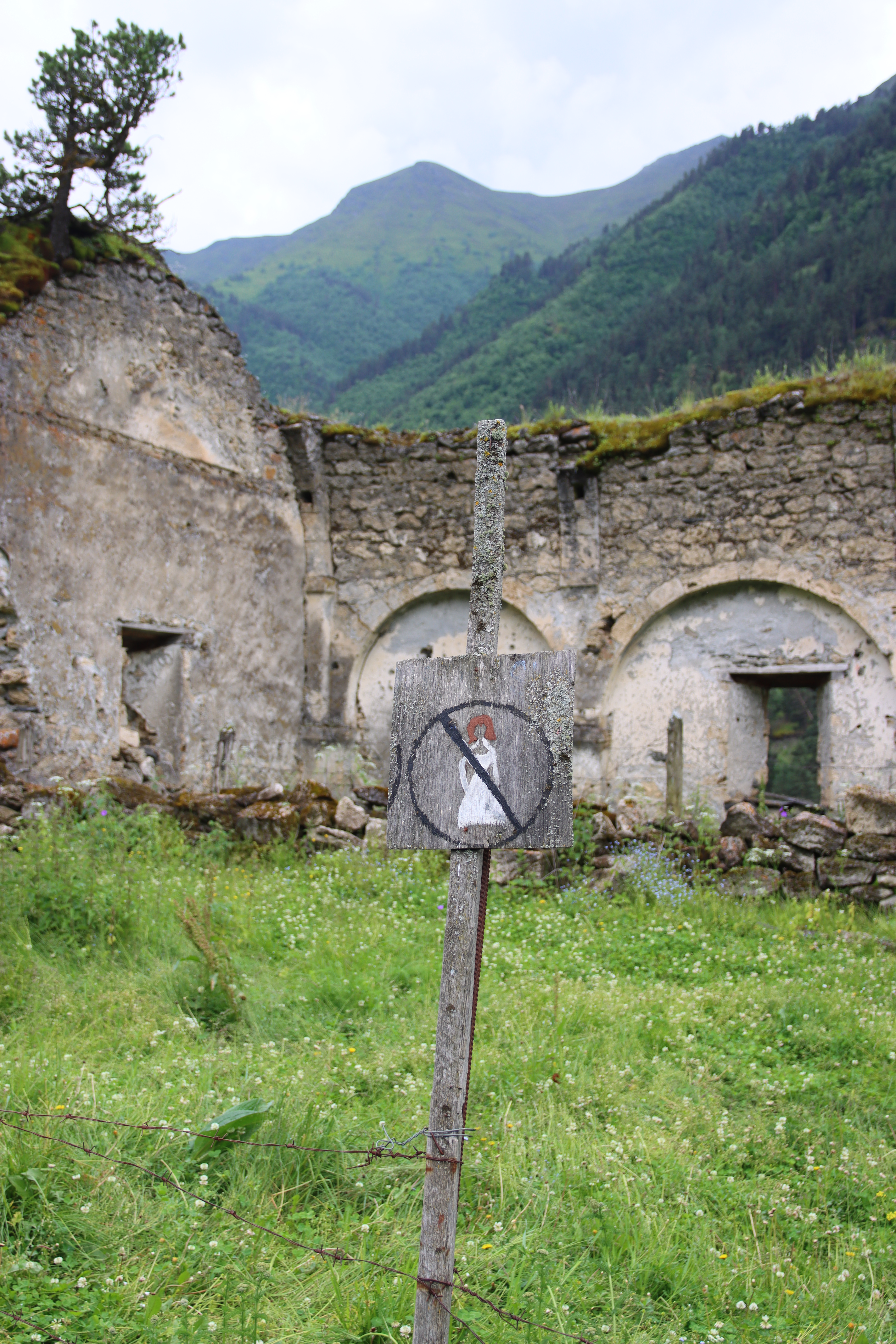
Cedule zakazující vstup ženám ke kostelu
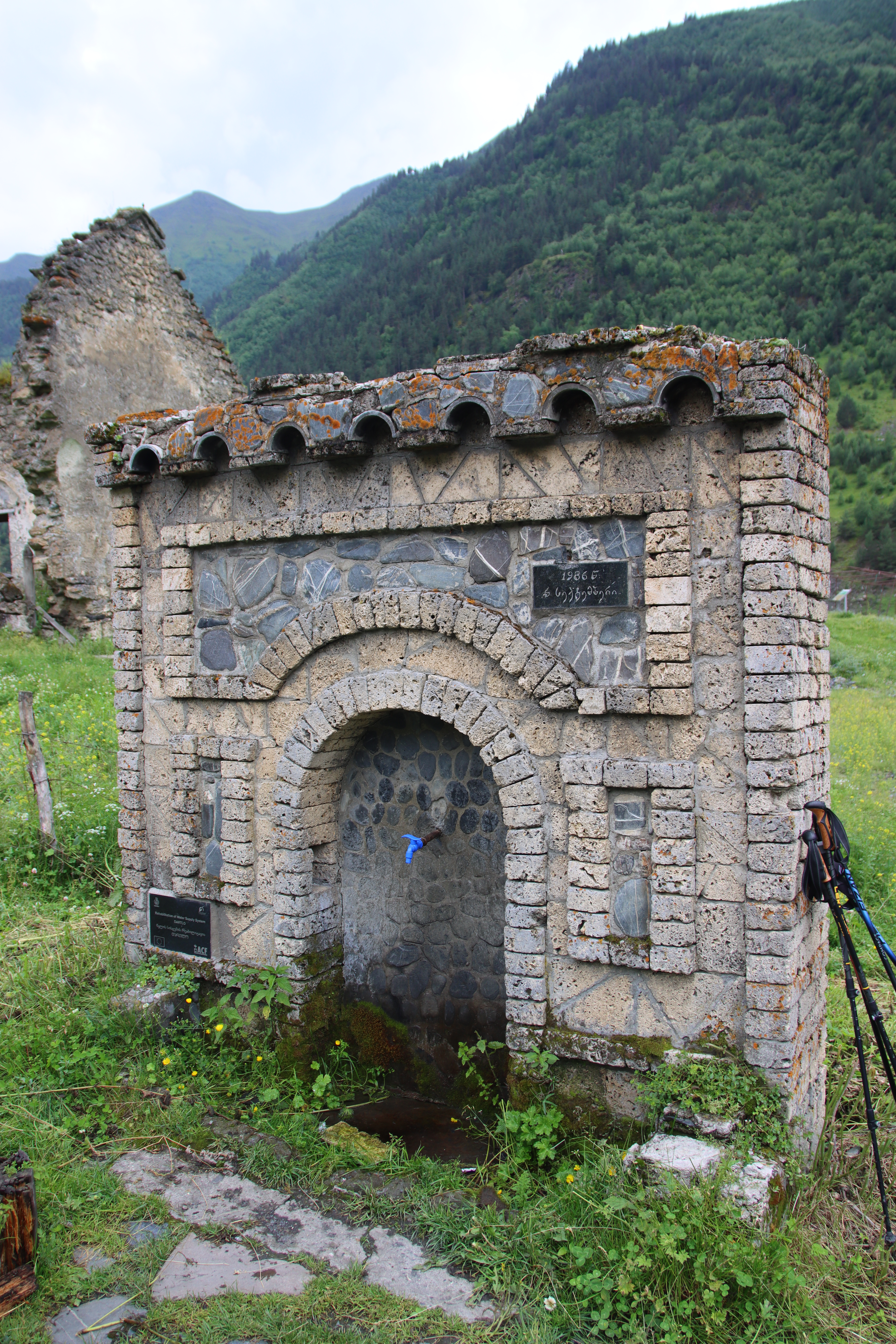
Pramen u kostela
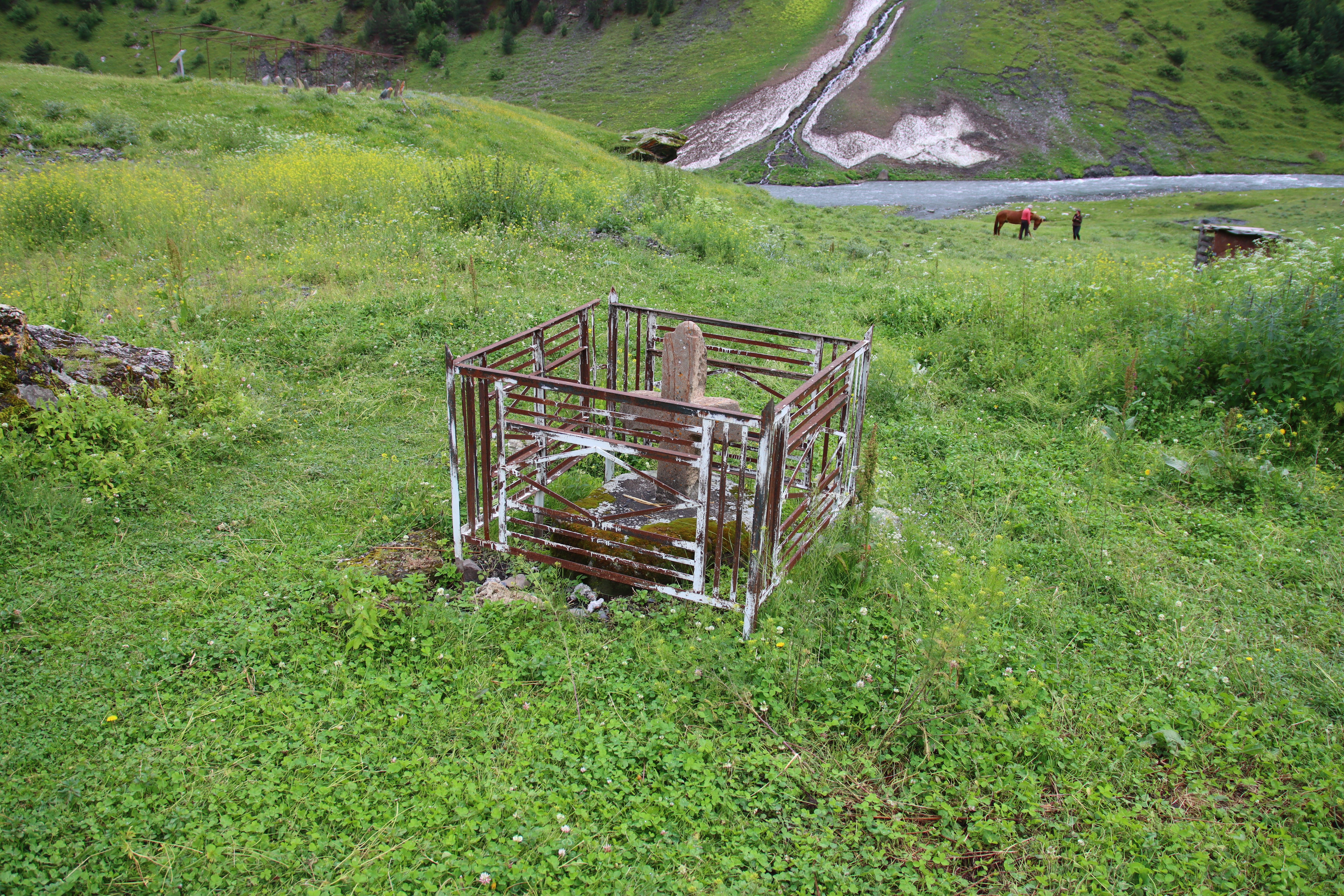
Posvátné místo – kříž
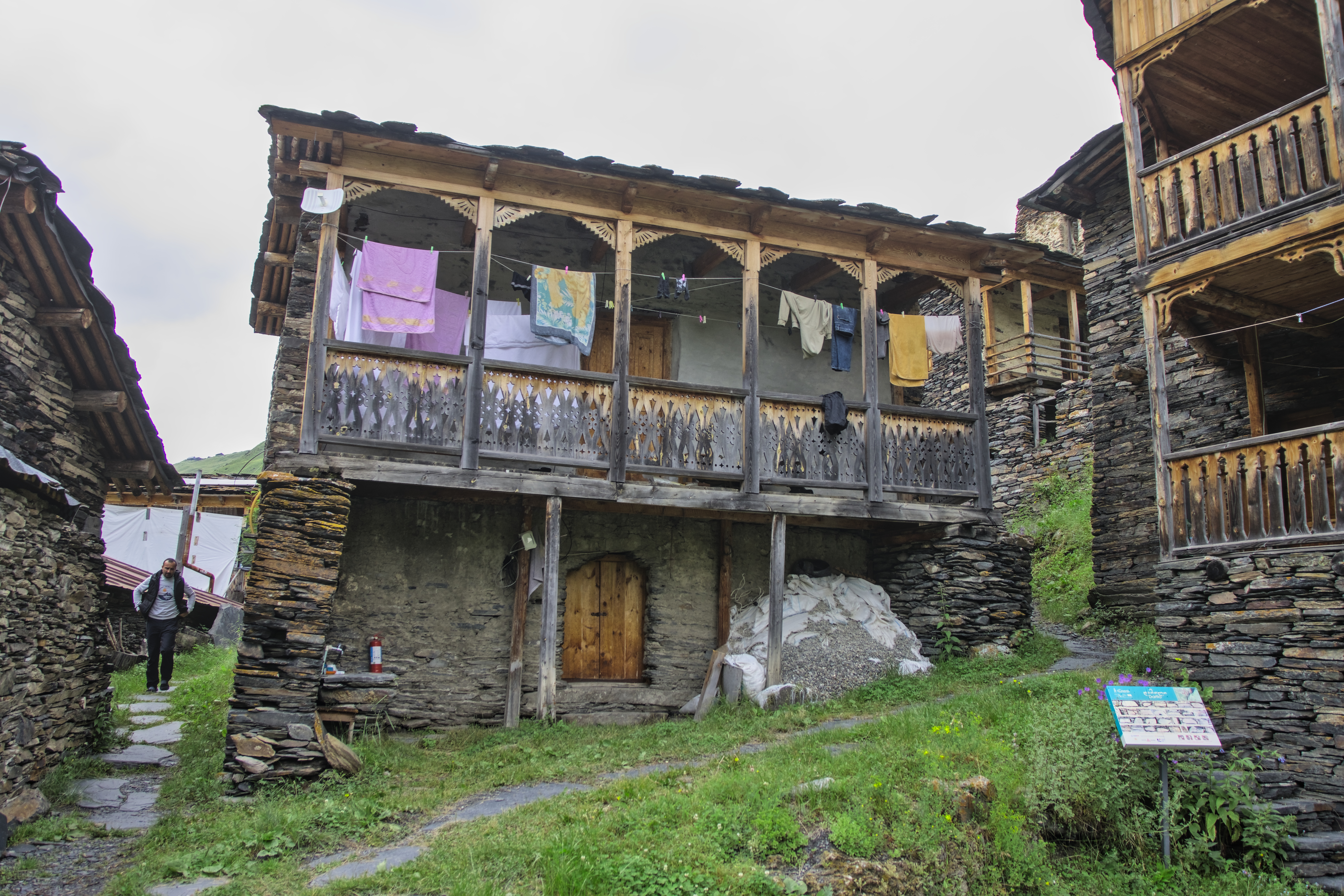
Obytný dům
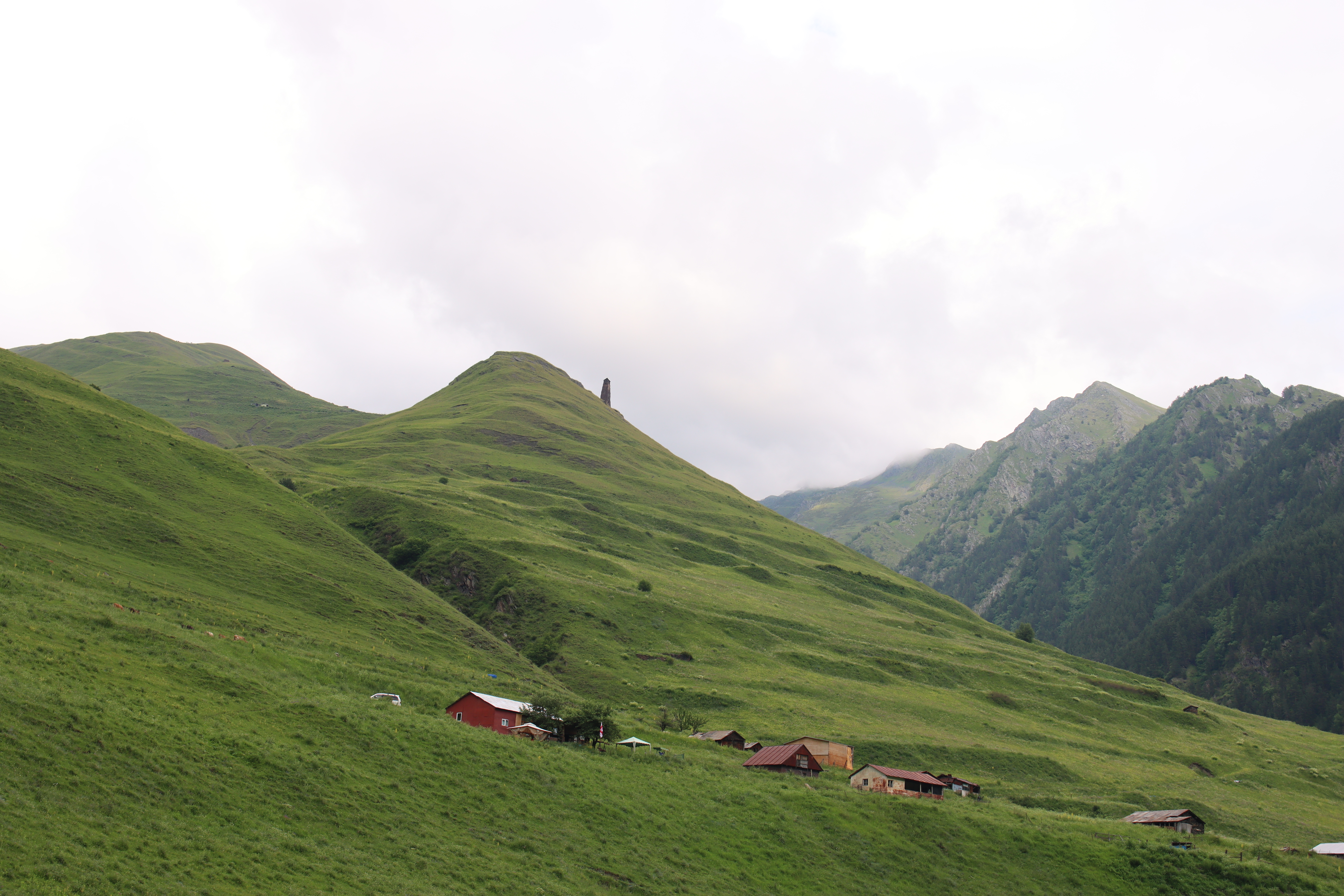
Kvavlo nad Dartlem
Domy v Dartlu
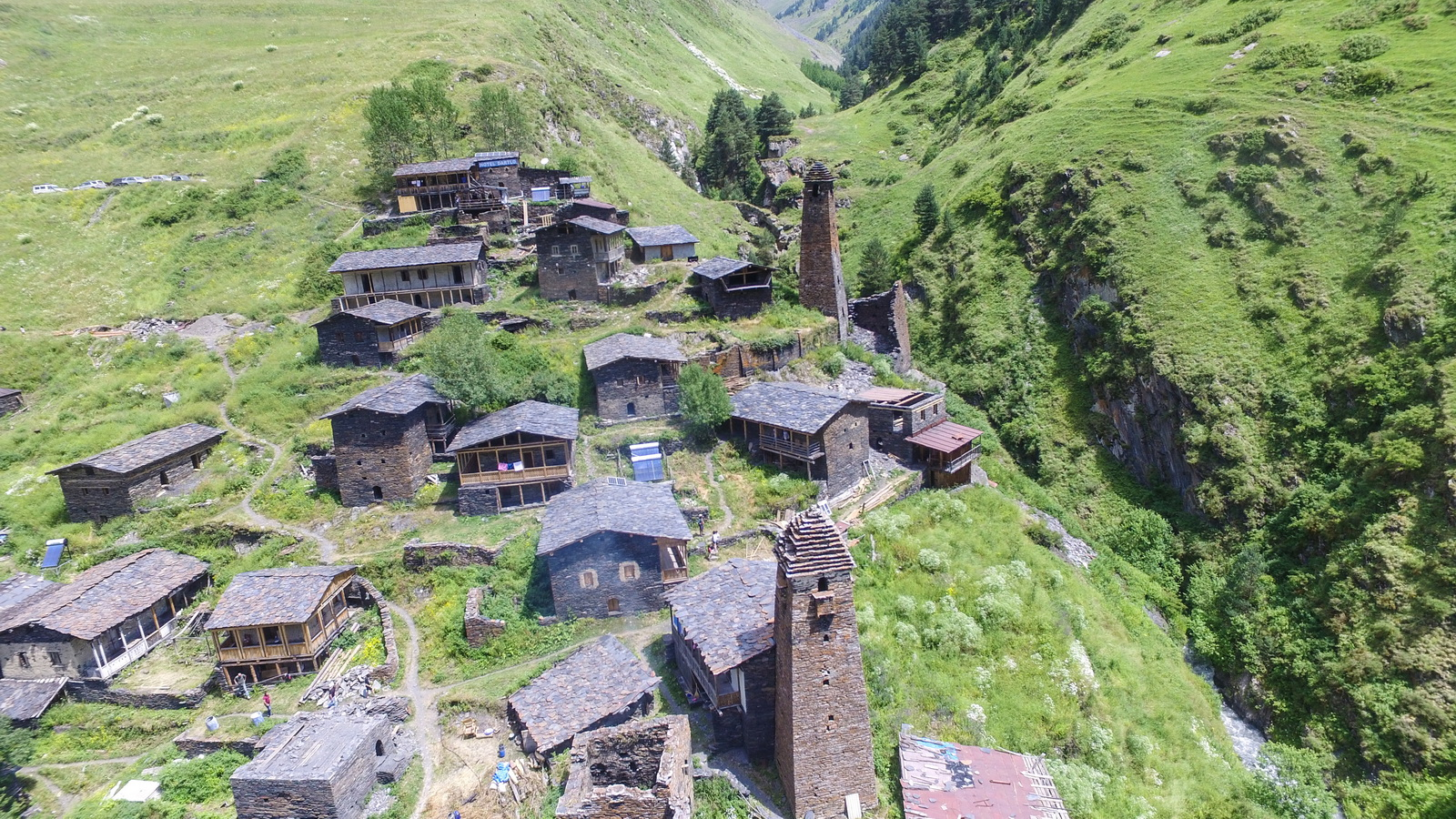
Letecký pohled
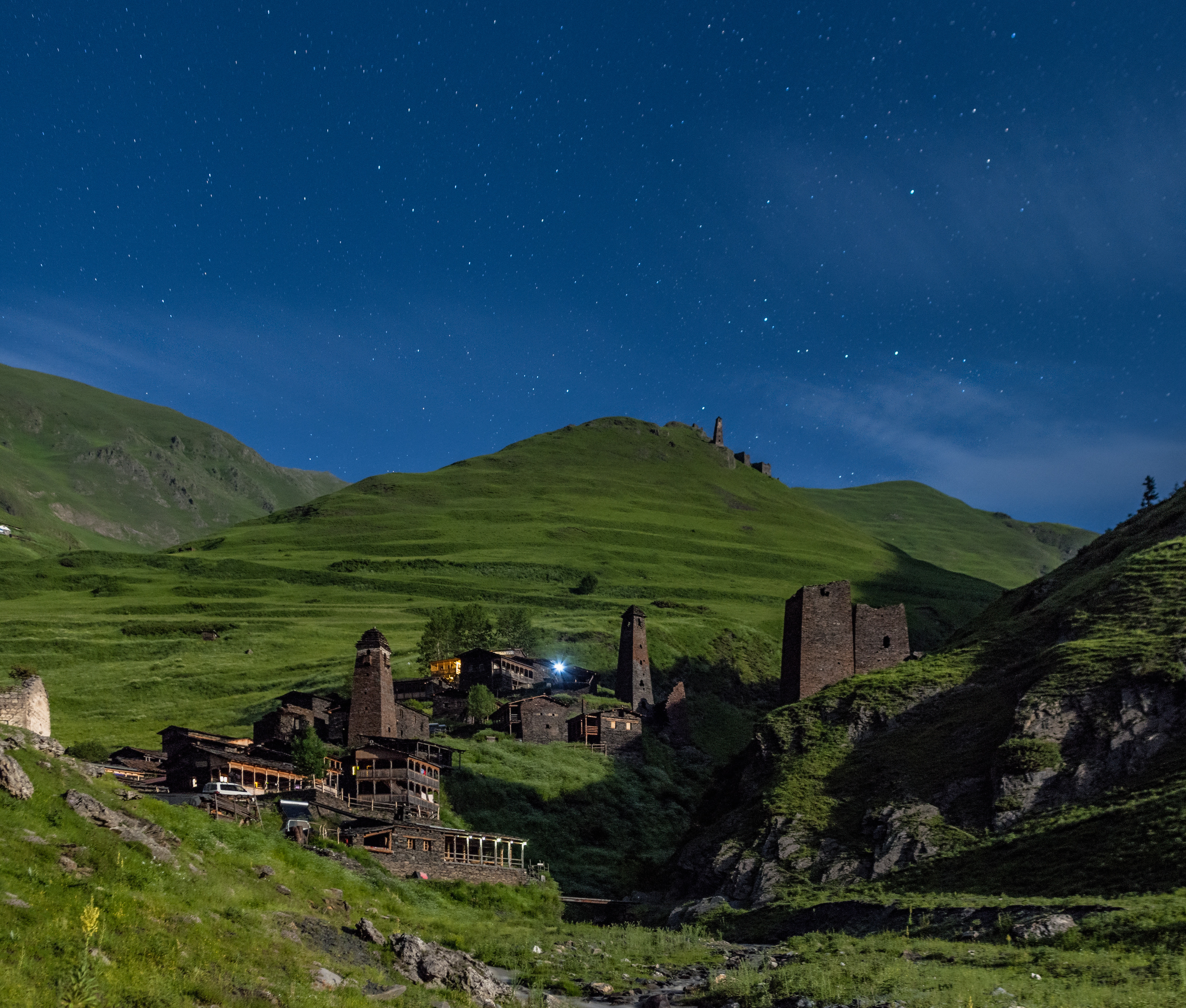
Dartlo v noci
Domy a věže v Dartlu
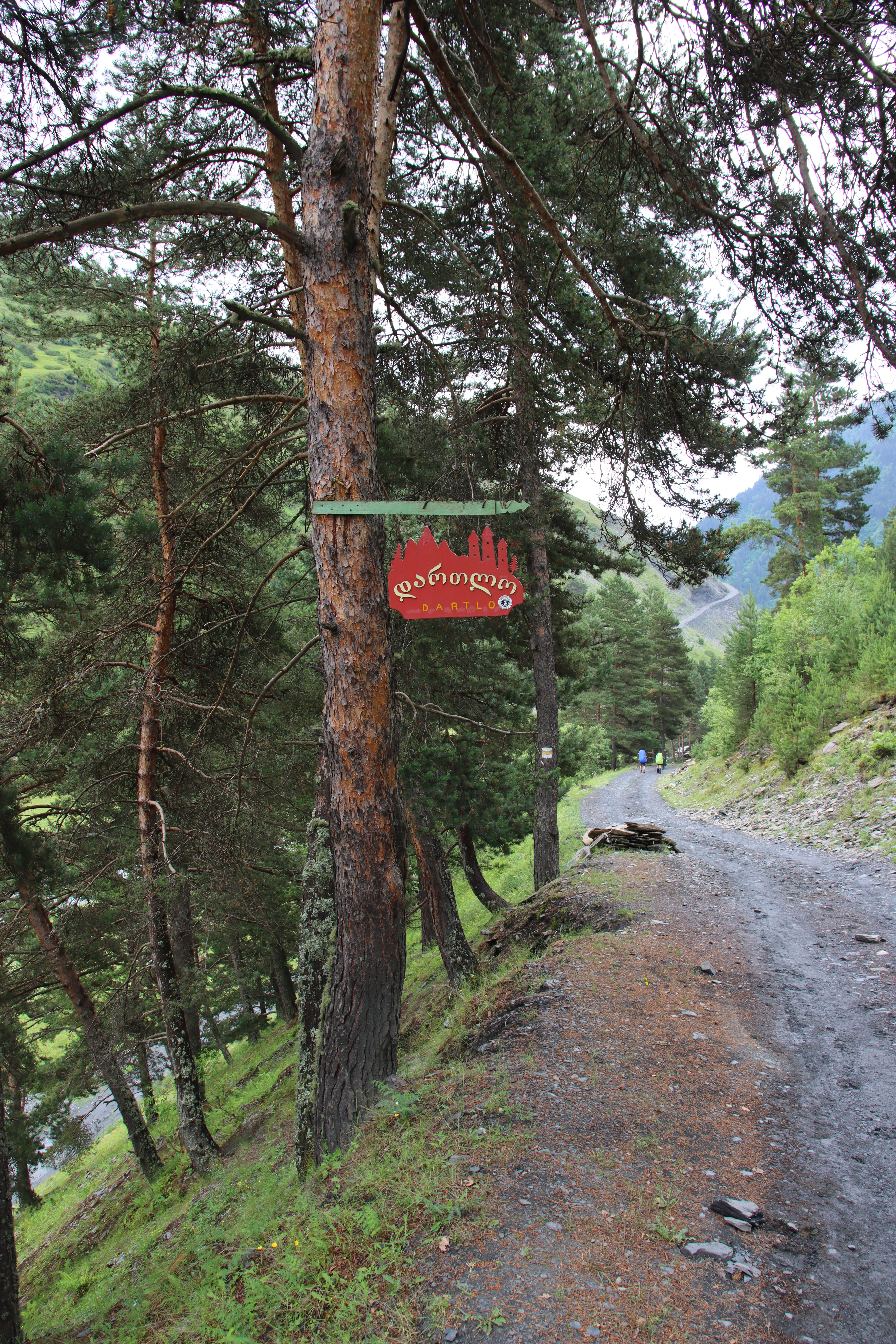
Uvítací cedule
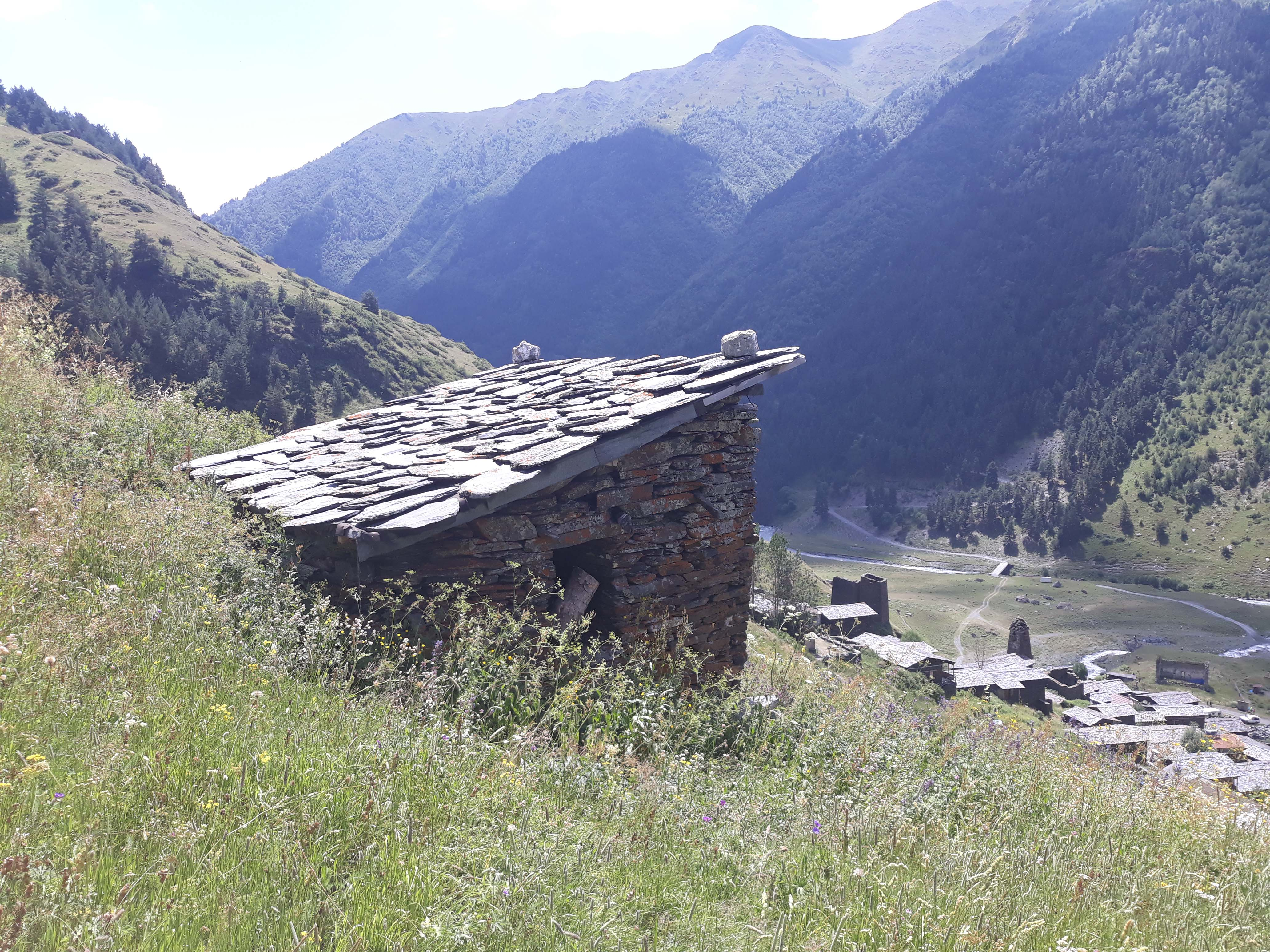
Svatyně Oeli
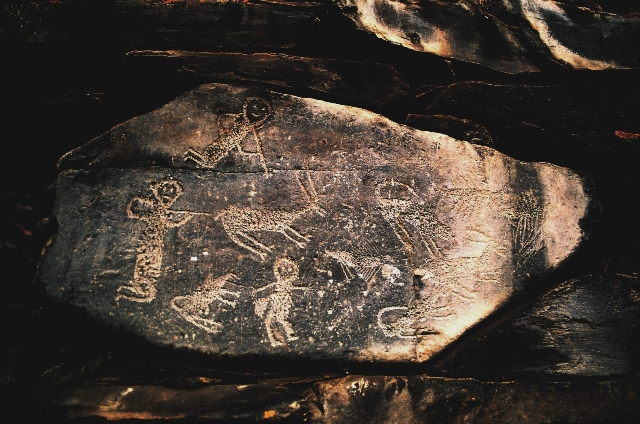
Petroglyfy zobrazující lovecké scény